# Worldpride
Worldpride, stiliserat som WorldPride, är en sedan 2000 återkommande Pridefestival med tillhörande aktiviteter såsom en parad, som för varje upplaga arrangeras på en ny plats i världen. Syftet med arrangemanget är att stärka HBTQ-personers rättigheter globalt.

## Bakgrund

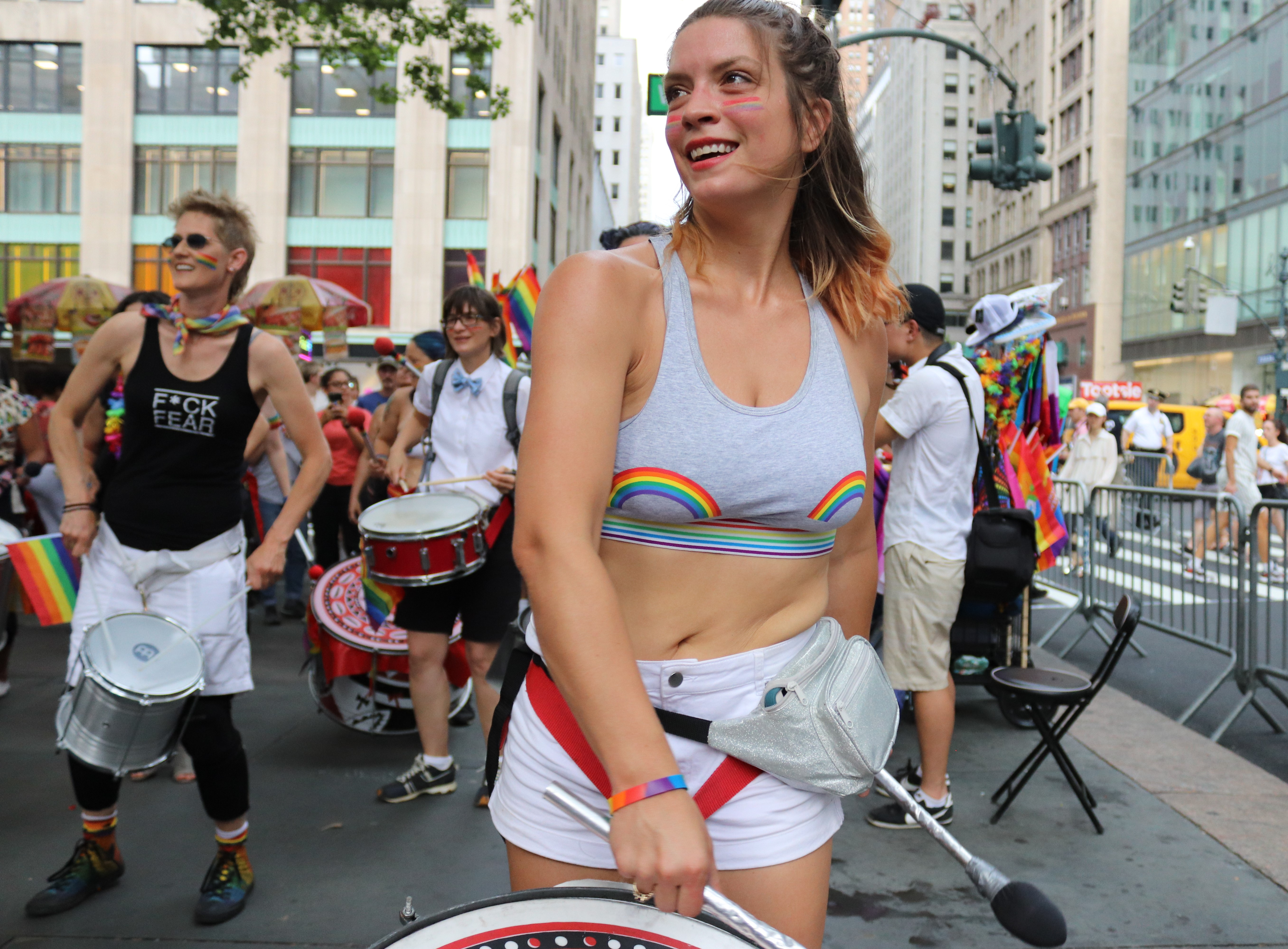
Deltagare i Prideparaden under Worldpride 2019.

Varumärket och konceptet Worldpride ägs av den internationella HBTQ-organisationen Interpride. Själva festivalerna arrangeras dock av Interprides medlemsorganisationer som då licensierar varumärket och konceptet av dem. Den värdstad där festivalerna äger rum utses av Interprides medlemmar vid de årliga konferenserna.
På grund av att Interprides årliga konferenser fick fler och fler internationella deltagare under 1990-talet fattade organisationen 1997 beslut om att ett Worldpride i Rom under år 2000. Genom det lades grunden även för de senare festivalerna. Sedan 2017 arrangeras festivalerna vartannat år.

## Festivalens upplagor

### Worldpride i Rom 2000
Världens första Worldpride ägde rum i Rom, Italien, mellan den 1-9 juli 2000. Bland andra Gloria Gaynor, Village People, RuPaul och Geri Halliwell framträdde i samband med festivalen.
Sammanlagt beräknas cirka 300 000 personer ha deltagit i festivalen. Arrangören uppskattade att 250 000 människor deltog i prideparaden till Colosseum och Cirkus Maximus. Italienska polisen uppskattade samtidigt att det endast var 70 000 människor som deltog i paraden. Vatikanen kritiserade arrangemanget och försökte stoppa det. Detta på grund av katolska kyrkans religiöst grundade dogmatiska antipati mot HBTQ-livsstilen.
 

På grund av Vatikans kritik och uttalade motstånd mot arrangemanget ändrade även den Italienska staten inställning till det, varför det ekonomiska stöd som arrangörerna tidigare lovats hölls inne. Efter massiv kritik ändrade Italien dock det beslutet och kom att betala ut medlen ändå.

### Worldpride i Jerusalem 2006
Andra upplagan av Worldpride arrangerades i Jerusalem, Israel, mellan den 6-12 augusti 2006. Arrangör var bland annat Jerusalems Open House (JOH), stadens HBTQ-center. Det var ursprungligen planerat till 2005, men fick flyttas fram ett år på grund av spänningarna i samband med att Israel drog sig tillbaka från Gazaremsan det året.
Festivalen var en multireligiös tillställning vars huvudbudskap var Kärlek utan gränser, och som hade en tyngdpunkt i religionernas förhållande till HBTQ-frågor. Trots detta mötte festivalen motstånd från såväl namnkunniga kristna, judiska som muslimska företrädare. Bedömare menar dock att festivalen till stor del lyckades med sin föresats eftersom HBTQ-personer med olika religiösa tillhörigheter kunde komma samma, samtala och knyta an tack vare festivalen.
Arrangörerna hade planerat för att inleda festivalen med en Prideparad den 6 juni 2006. Paraden fick dock ställas in sedan myndigheterna bedömt att det inte var möjligt att garantera säkerheten under den. Detta ska bland annat ha berott på kriget med Libanon, som började bara veckor in festivalen invigdes, eftersom de förstärkningar som bedömdes behövas för att skydda paraden då inte längre fanns tillgängliga. I övrigt kunde dock festivalen fortgå som planerat med filmvisningar, konferenser, politiska och litterära samtal med mera. Arrangörerna genomförde dessutom en annan Prideparad i november samma år i stället, vilken möttes av våldsamma protester.

### Worldpride i London 2012

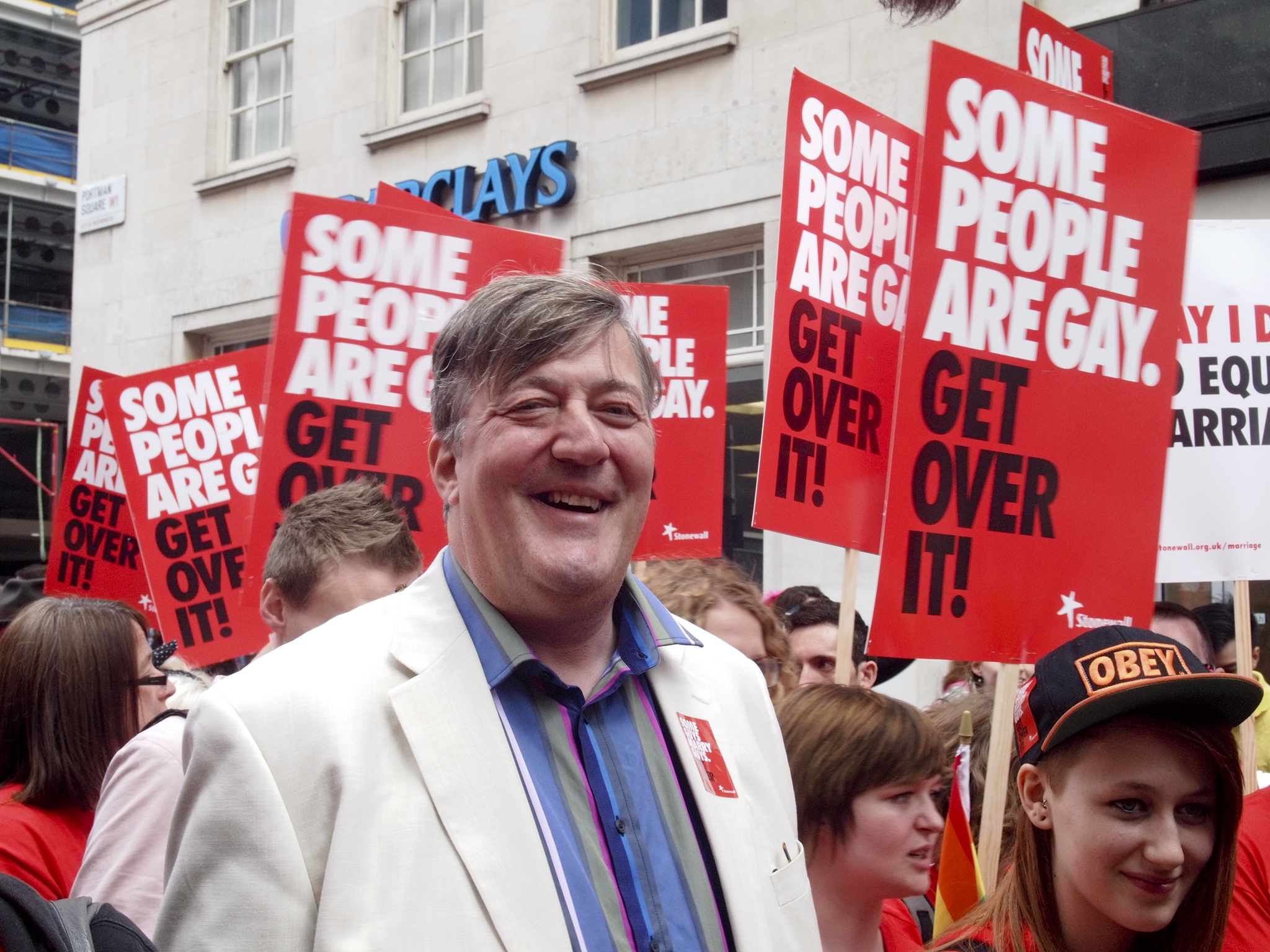
Komikern Stephen Fry i Prideparaden under Worldpride i London.

Interprides medlemsorganisationer beslutade under sin årliga konferens 2008 i Vancouver, Kanada, att London, i konkurrens med Stockholm och Stockholm Pride, förärades att arrangera tredje upplagan av Worldpride under 2012. Arrangör för Worldpride i London var organisationen London Pride. Samma år som Worldpride ägde rum i London var staden även värld för de olympiska sommarspelen samt 60-årsjubileet (diamantjubileet) för Elizabeth II som drottning för Storbritannien och de andra samväldesrikena.
Arrangemanget invigdes med en Prideparad den 7 juli 2012. Arrangören London Pride meddelade dock cirka en vecka innan invigningen att en stor del av de planerade evenemangen under festivalen skulle ställas in eftersom organisationen inte lyckats säkra finansieringen för att genomföra dem. På grund av de blev flera av de konserter, föreläsningar, klubbar och fester etc. som var planerade inte av. Trots de ekonomiska svårigheterna, och då Metropolitanpolisen på grund av det drog tillbaka flera av festivalens tillstånd, ägde ändå Prideparaden som planerat den 7 juli 2012, och passerade bland annat Baker Street, Regent Street och Piccadilly Circus, Oxford Street samt Trafalgar Square i centrala London. Paraden beräknas ha dragit över 1,5 miljoner människor, antingen som deltagare eller åskådare. På grund av de återkallade polistillstånden var det dock inte tillåtet att ha fordon eller vagnar etc. i paraden, utan det vara endast deltagare till fot som tilläts.

### Worldpride i Toronto 2014

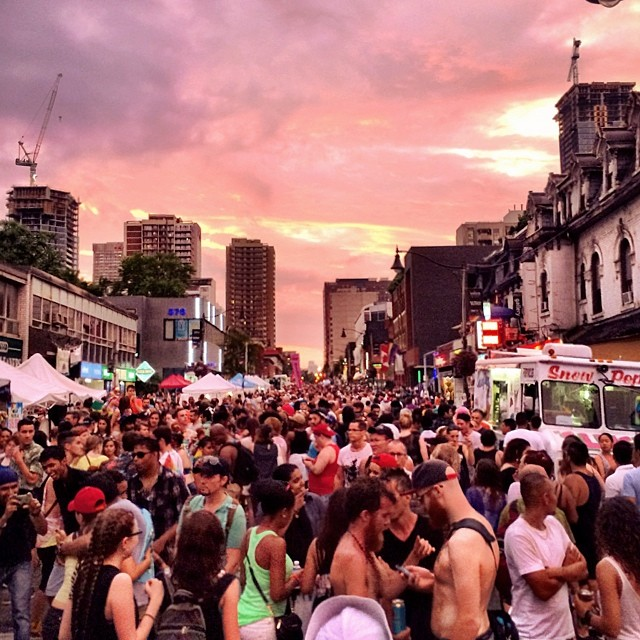
Worldpride i Toronto 2014

I samband med Interprides årliga konferens i St Petersburg, USA, 2009 beslutades att 2014 års Worldpride tillföll Toronto, Kanada. Precis som när London fick Worldpride 2012 fick Stockholm och Stockholm Pride som även de ansökt om att få vara arrangörer se sig nedröstade även den här gången.
Festivalen som ägde rum mellan den 20-29 juni 2014 i Toronto, Kanada, hade temat Res er upp (Rise up). innefattade såväl en konferens om HBTQ-rättigheter som tre olika parader: en transparad (Trans march), en lesbisk parad (Dyke march), och en huvudparad (Worldpride Parade). Paraderna ägde rum under mellan den 27-19 juni 2014 och de två första hade ett större fokus på politisk förändring medan den sista var mer av ett firande. Tusentals personer deltog i var och en av de tre paraderna, bara i huvudparaden deltog över 12 000 människor och 280 ekipage.
Rättighetskonferensen ägde rum mellan den 25-27 juni 2014. Vid konferensen deltog cirka 500 personer från 52 länder, däribland Islands tidigare statsminister och världens första öppet homosexuella regeringschefen Jóhanna Sigurðardóttir, den ugandiska HBTQ-aktivisten Frank Mugisha samt den ickebinära journalisten och författaren Masha Gessen.

### Worldpride i Madrid 2017

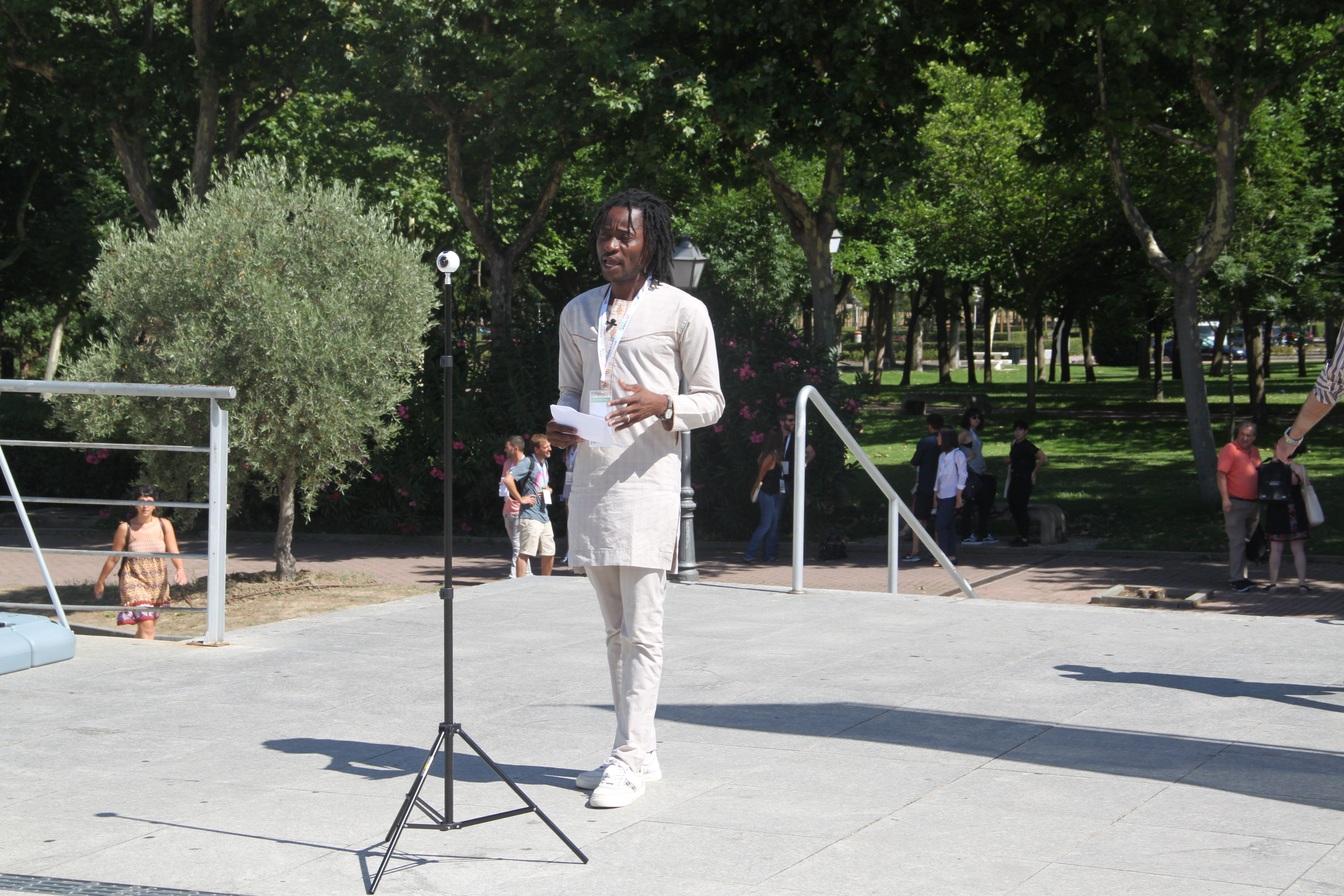
Den nigerianska HBTQ-aktivisten Bisi Alimi vid ett framträdande under Worldpride i Madrid.

När den femte upplagan av Worldpride firades i Madrid, Spanien, mellan den 23 juni och 2 juli 2017 sammanföll det med fyrtioårsjubileet av Madrids första Prideparad som ägde rum 1977. Worldpride i Madrid arrangerades av HBTQ-organisationen Madrid Pride, och hade sloganen Whoever you love, Madrid loves you.
Festivalen pågick sammanlagt under nio dagar, under vilka en konferens om HBTQ-rättigheter pågick parallellt med Prideparad, föreläsningar, tal, och festligheter. Sveriges dåvarande demokrati- och kulturminister Alice Bah Kuhnke deltog under festivalen. Bland de artister som uppträdde under festivalen märktes bland andra Whigfield, Baccara, och The Weather Girls, Conchita Wurst samt Loreen.
Prideparaden som krönte festivalen lockade cirka 2 miljoner människor antingen som åskådare eller medverkande. På grund av sin omfattning pågick paraden i närmare åtta timmar och var indelad i två delar. Under festivalen i helhet deltog uppemot 3,5 miljoner människor.

### Stonewall 50 – Worldpride i New York 2019
Worldprides sjätte upplaga ägde rum i New York, USA, mellan den 1-30 juni 2019, men med tyngdpunkt på den sista veckan. Festivalen sammanföll med firandet av femtioårsjubileet av Stonewallupproret som ägde rum i New York 1969.

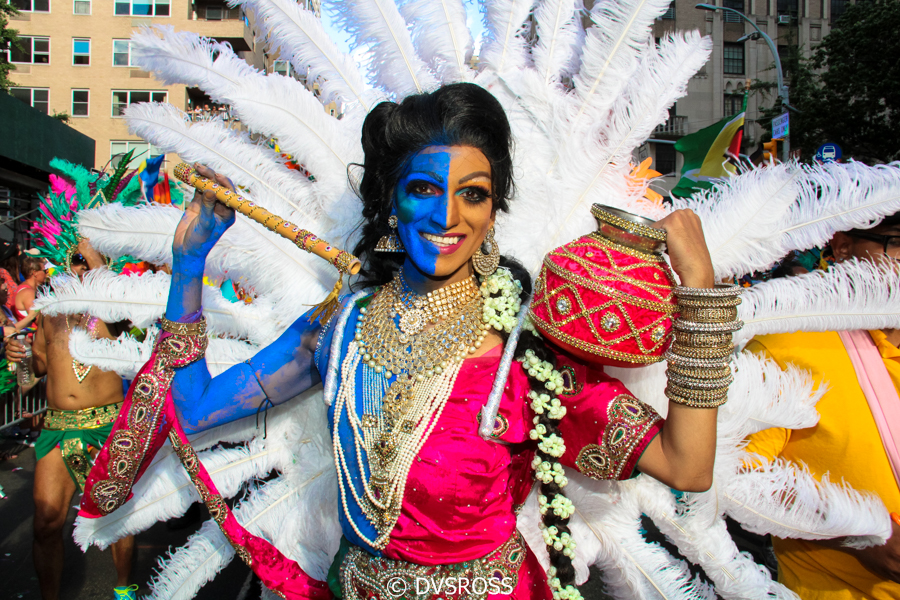
Deltagare i Prideparaden under Worldpride 2019.

Under festivalen uppmärksammades årsdagen av Stonewallupproret, den 28 juni särskilt. Under den dagen framträdde bland andra popstjärnorna Lady Gaga och Alicia Keys, USA:s tidigare president Barack Obama, författaren Chelsea Clinton och modeskaparen Donatella Versace med flera. Under festivalen i helhet uppträdde förutom dem bland annat även popstjärnan Madonna, svenska artistduon Icona Pop, samt sångerskanCyndi Lauper.
Festivalen förväntades besökas av uppemot 3 miljoner människor. Efteråt kunde konstateras att det var 5 miljoner människor som besökte festivalen. Den sjätte upplagan av Worldpride kröntes av en Prideparad genom New York den 30 juni 2019 som pågick i cirka 12 timmar och som hade hundratusentals deltagare.

### Worldpride i Köpenhamn-Malmö 2021

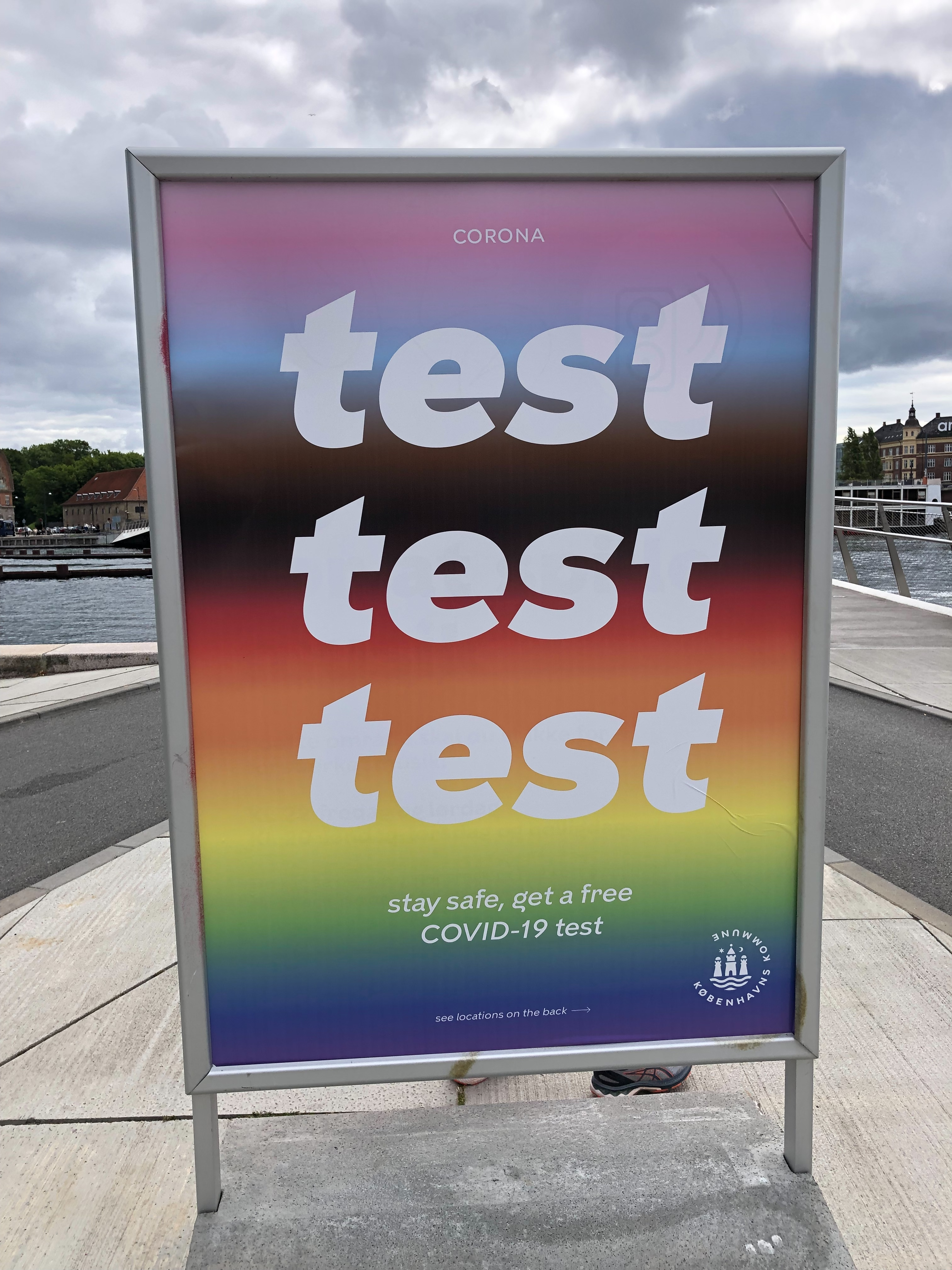
Worldpride 2021 präglades delvis av coronaviruspandemin.

Den sjunde upplagan av Worldpride ägde rum i Köpenhamn, Danmark, och Malmö, Sverige, mellan den 12-22 augusti 2021. Arrangörer för festivalen var Malmö Pride och Happy Copenhagen. Tillsammans arrangerade de även Eurogames, vilket ägde rum parallellt med Worldpride mellan den 18-20 augusti 2021. Arrangören Happy Copenhagen är en organisation bildad av Copenhagen Pride och idrottsföreningen Pan Idræt speciellt för att arrangera Worldpride och Eurogames under 2021. Festivalens tema var Du är inkluderad, eller på engelska You are included (stiliserat som en med inledande hashtagsymbol).
Den officiella festivallåten var den dansk-norska popgruppen Aquas version av låten "I Am What I Am" från 2021. Sången är ursprungligen från musikalen La Cage Aux Folles och den gjordes känd i en version av Gloria Gaynor. Sången har i olika tappningar något av kultstatus inom HBTQ-rörelsen.
Bland finansiärerna bakom arrangörerna fanns bland andra Köpenhamns kommun och Malmö stad, som bidrog med åtminstone 30 miljoner danska kronor respektive 30 miljoner svenska kronor till festivalen. På grund av interna stridigheter och avgångar i ledningen för Malmö Pride höll dock Malmö stad inne finansieringen under en period, varför festivalen då såg ut att bli finansiellt kringskuren. Så blev dock inte fallet, och våren 2020 klubbades finansieringen av Malmö stad.
Beskyddare av Worldpride och Eurogames 2021 var Kronprinsessan Mary av Danmark. Det var första gången en representant för Danmarks kungahus officiellt tog ställning för HBTQ-personer.

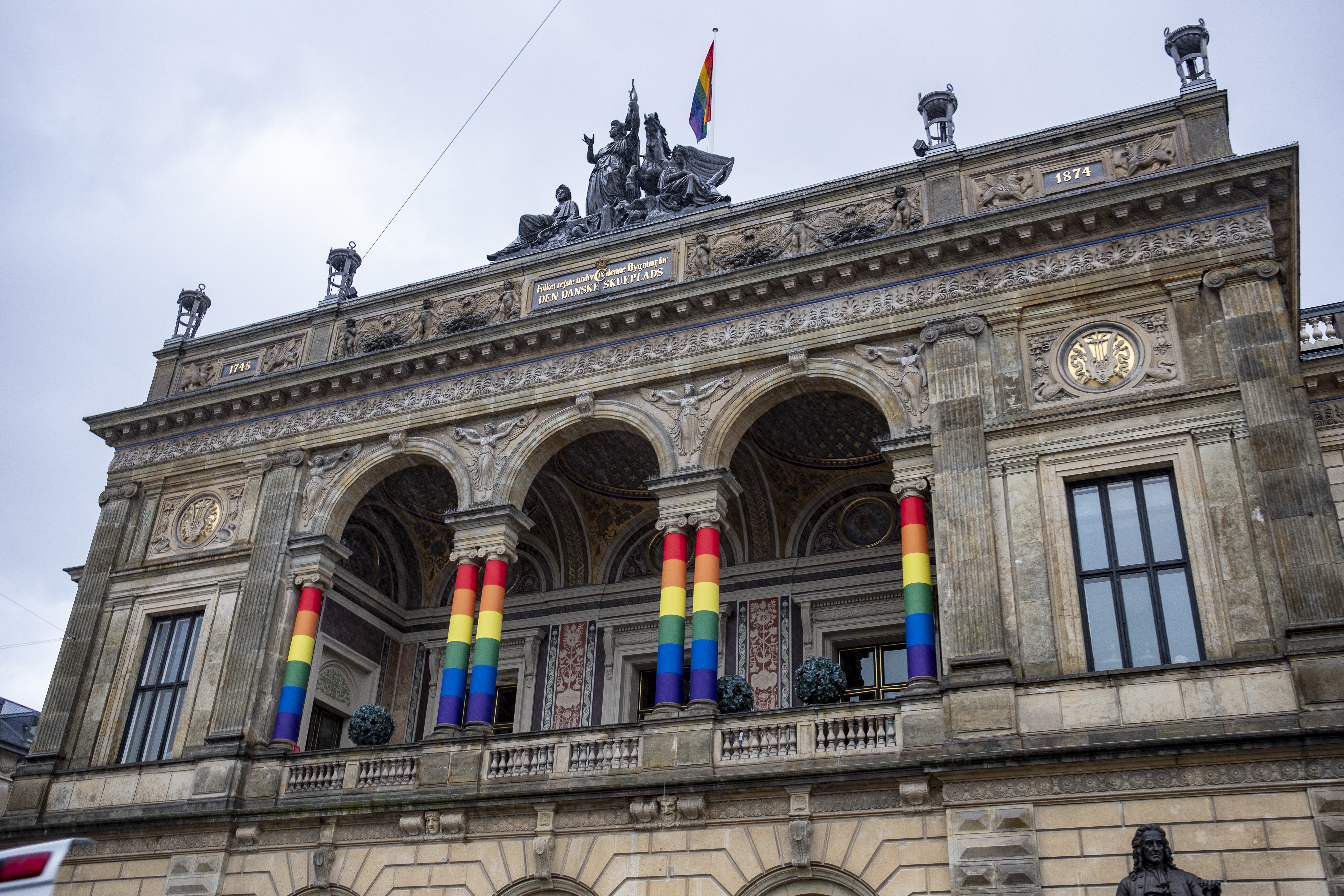
Det Kongelige Teater är prideskyltad under World Pride 2021 i Köpenhamn. Foto: News Øresund - Johan Wessman.

Festivalen innehöll flera olika delmoment i de båda värdstäderna. Festivalen invigdes på Gamla stadion i Malmö den 12 augusti 2021. Invigningen innehöll bland annat en parad med cirka 500 deltagare från bland annat HBTQ-organisationer och Polismyndigheten, ett framträdande av Loreen och Malmö Operan, samt tal av bland andra jämställdhetsminister Märta Stenevi och kommunstyrelsens ordförande i Malmö Katrin Stjernfeldt Jammeh. Malmö konserthus fungerade som under festivalen Worldpride House där föreläsningar, panelsamtal, kurser etc. ägde rum. I Köpenhamn användes rådhusplatsen som Worldpride Square med mat, dryck, debattscen och uppträdanden. Den större Prideparad som var planerad genom Köpenhamn ersattes på grund av restriktionerna under coronaviruspandemin med sex mindre omfattande Pridemarscher genom staden. Det var även Köpenhamn som var värd för den större delen av Eurogames. I Köpenhamn hölls även avslutningsceremonien för hela festivalen under kvällen den 21 augusti 2021.2023
I samband med festivalen arrangerades även, likt vid en del tidigare upplagor, en konferens om HBTQ-personers rättigheter kallad Human Rights Forum. Konferensen invigdes av kronprinsessan Mary av Danmark, och ägde rum i såväl Köpenhamn som Malmö. Under konferensen medverkade förutom den danska kronprinsessan även bland andra Förenta nationernas högkommissarie för mänskliga rättigheter Michelle Bachelet, Norges kulturminister Abid Raja samt Sveriges utrikesminister Ann Linde. Vid konferensen diskuterades bland annat utbildning, diskriminering samt HBTQ-flyktingars situation.
Worldpride 2021 präglades i relativt hög grad av coronaviruspandemin. Detta märktes bland annat genom att antalet deltagare i till exempel paraden och andra delar av festivalen begränsades av de vid tidpunkten rådande restriktionerna i Sverige respektive Danmark. Den vid danska pridefestivalen annars så populära gatufestivalen skulle även ha varit en del av Worldpride, men ställdes in på grund av pandemin och restriktionerna.

### Kommande festivaler
I samband med Interprides årliga konferens 2019 i Aten, Grekland, beslutades att den åttonde upplagan av Worldpride arrangeras i Sydney, Australien, under 2023 av Sydney Gay and Lesbian Mardi Gras. Festivalen planeras äga rum mellan den 17 februari och den 5 mars 2023 för att fira fyrtiofemårsjubileet av organisationens första Pridefestival, som ägde rum 1978. Festivalen invigs av bland andra Kylie Minogue, Jessica Mauboy och Courtney Act. Temat för festivalen är bestämt till Gather Dream Amplify. Temat är framtaget tillsammans med den australiensiska HBTQ-rörelsen, och omfattar rörelsens inkluderande åtagande om global jämlikhet. Arrangörerna har utlovat att de ska involvera den ursprungsfolken, aboriginer och torressundöbor, i planeringen och genomförandet av festivalen.
Under den årliga konferensen 2021, som på grund av covid-19-pandemin hölls digitalt, beslutade Interpride att den nionde upplagan av Worldpride ska arrangeras i Kaohsiung, Taiwan, under 2025 av Kaohsiung Pride. Interpride mottog viss kritik när de annonserade beslutet skrev att det var regionen, och inte landet, Taiwan som vunnit. Detta eftersom en sådan terminologi inte anses erkänna Taiwans självständighet, utan bekräfta Kinas hållning att Taiwan är en av deras regioner. Det skulle ha blivit första gången som festivalen arrangeras i Östasien, men arrangörerna i Kaohsiung beslutade senare att ställa in den. 2025 kommer Worldpride arrangerad i Washington D.C, USA och 2026 i Amsterdam, Nederländerna.

### Fotnoter
1. 1 2 3 4 5 6 7 8 9 10 11 12 13 14 15 16  ”WorldPride - InterPride” (på engelska). www.interpride.org. Arkiverad från originalet den 14 augusti 2021. https://web.archive.org/web/20210814073333/http://interpride.org/worldpride.html. Läst 14 augusti 2021.
2. ↑  ”Världens största Prideevenemang till Malmö”. DN.SE. 8 oktober 2017. Arkiverad från originalet den 14 augusti 2021. https://web.archive.org/web/20210814081531/https://www.dn.se/nyheter/sverige/varldens-storsta-prideevenemang-till-malmo/. Läst 14 augusti 2021.
3. ↑  ”Tro och existens: År 2000 en god affär för Vatikanen”. DN.SE. 9 januari 1999. Arkiverad från originalet den 14 augusti 2021. https://web.archive.org/web/20210814074526/https://www.dn.se/arkiv/insidan/tro-och-existens-ar-2000-en-god-affar-for-vatikanen/. Läst 14 augusti 2021.
4. ↑  ”World Pride kommer hållas i Malmö 2021: "Som att få hit ett OS"”. www.expressen.se. Arkiverad från originalet den 14 augusti 2021. https://web.archive.org/web/20210814074527/https://www.expressen.se/kvallsposten/world-pride-kommer-hallas-i-malmo-2021/. Läst 14 augusti 2021.
5. ↑  Rory Carroll (3 juli 2000). ”Clash in Rome” (på engelska). The Guardian. Arkiverad från originalet den 20 augusti 2021. https://web.archive.org/web/20210820184203/https://www.theguardian.com/world/2000/jul/03/rorycarroll1. Läst 20 augusti 2021.
6. 1 2  ”Remembering John Paul II's angry outburst during World Pride 2000” (på engelska). international.la-croix.com. 3 juli 2021. Arkiverad från originalet den 3 december 2022. https://web.archive.org/web/20221203134438/https://international.la-croix.com/news/letter-from-rome/remembering-john-paul-iis-angry-outburst-during-world-pride-2000/14585. Läst 20 augusti 2021.
7. ↑  Richard Bourdreaux (9 juli 2000). ”Thousands Come Out for Gay Parade in Rome” (på amerikansk engelska). LA Times. Arkiverad från originalet den 20 augusti 2021. https://web.archive.org/web/20210820181046/https://www.latimes.com/archives/la-xpm-2000-jul-09-mn-50154-story.html. Läst 20 augusti 2021.
8. ↑  ”BBC News | EUROPE | Gay pride triumphs in Rome”. news.bbc.co.uk. BBC. 8 juli 2020. Arkiverad från originalet den 6 december 2013. https://web.archive.org/web/20131206121435/http://news.bbc.co.uk/2/hi/europe/825163.stm. Läst 20 augusti 2021.
9. ↑  Michael T. Luongo (5 december 2006). ”Jerusalem Hosts World Pride”. http://glbtjews.org. The World Congress: Keshet Ga'avah. Arkiverad från originalet den 8 april 2013. https://web.archive.org/web/20130408190506/http://glbtjews.org/article.php3?id_article=205. Läst 5 mars 2013.
10. 1 2  Jon Voss (16 maj 2005). ”World Pride i Jerusalem skjuts upp ett år”. QX.se. QX. Arkiverad från originalet den 22 augusti 2021. https://web.archive.org/web/20210822210801/https://www.qx.se/nyheter/3652/world-pride-i-jerusalem-skjuts-upp-ett-ar/. Läst 22 augusti 2021.
11. ↑  Jon Voss (30 januari 2004). ”WorldPride 2005 till Jerusalem”. QX.se. QX. Arkiverad från originalet den 3 december 2022. https://web.archive.org/web/20221203134405/https://www.qx.se/nyheter/2732/worldpride-2005-till-jerusalem/. Läst 22 augusti 2021.
12. ↑  ”Multireligiös World Pride i Jerusalem”. QX.se. QX. 10 maj 2006. Arkiverad från originalet den 22 augusti 2021. https://web.archive.org/web/20210822210803/https://www.qx.se/nyheter/4357/multireligios-world-pride-i-jerusalem/. Läst 22 augusti 2021.
13. ↑  Mikael Tossavainen (13 juli 2006). ”Dödshot mot WorldPride i Jerusalem”. QX.se. QX. Arkiverad från originalet den 22 augusti 2021. https://web.archive.org/web/20210822210759/https://www.qx.se/nyheter/4495/dodshot-mot-worldpride-i-jerusalem/. Läst 22 augusti 2021.
14. ↑  Adelman, Madelaine (2014). ”The Politics of Gay Pride in Jerusalem”. i Adelman, Madelaine & Fendius Elman, Miriam. Jersusalem: Conflict and Cooperation in a Contested City. Syracuse, New York: Syracuse University Press. sid. 247 ff. ISBN 978-0-8156-3339-6. Arkiverad från originalet den 3 december 2022. https://web.archive.org/web/20221203134402/https://books.google.se/books?id=GOnqBQAAQBAJ&printsec=frontcover&hl=sv#v=onepage&q&f=false. Läst 22 augusti 2021
15. 1 2  Rex Wockner (26 juli 2006). ”Paraden i Jerusalem ställs in av säkerhetsskäl”. QX.se. QX. Arkiverad från originalet den 22 augusti 2021. https://web.archive.org/web/20210822210801/https://www.qx.se/nyheter/4515/paraden-i-jerusalem-stalls-in-av-sakerhetsskal/. Läst 22 augusti 2021.
16. ↑  Lotta Zachrisson (3 november 2006). ”Våldsamma protester mot gayparad i Jerusalem”. QX.se. QX. Arkiverad från originalet den 22 augusti 2021. https://web.archive.org/web/20210822210757/https://www.qx.se/nyheter/4755/valdsamma-protester-mot-gayparad-i-jerusalem/. Läst 22 augusti 2021.
17. ↑  Jon Voss (26 oktober 2008). ”London fick WorldPride 2012”. QX.se. QX. Arkiverad från originalet den 24 augusti 2021. https://web.archive.org/web/20210824195750/https://www.qx.se/samhalle/pride/8353/london-fick-worldpride-2012/. Läst 24 augusti 2021.
18. ↑  Stephen Gray (28 juni 2012). ”Pride London funding ‘shortfall’ sees WorldPride heavily scaled back” (på brittisk engelska). www.pinknews.co.uk/. PinkNews. Arkiverad från originalet den 29 oktober 2021. https://web.archive.org/web/20211029110429/https://www.pinknews.co.uk/2012/06/28/pride-london-funding-shortfall-sees-worldpride-heavily-scaled-back/. Läst 24 augusti 2021.
19. 1 2  ”World Pride event in London cut back due to lack of funds” (på brittisk engelska). BBC News. 29 juni 2012. Arkiverad från originalet den 30 januari 2021. https://web.archive.org/web/20210130190513/https://www.bbc.com/news/uk-england-london-18649023. Läst 24 augusti 2021.
20. 1 2  Tom Harper & Peter Dominiczak (26 juni 2012). ”London's big gay pride party under threat in cash dispute” (på engelska). www.standard.co.uk. Evening Standard. Arkiverad från originalet den 29 oktober 2021. https://web.archive.org/web/20211029110426/https://www.standard.co.uk/news/london/london-s-big-gay-pride-party-under-threat-in-cash-dispute-7888377.html. Läst 24 augusti 2021.
21. ↑  QX-redaktionen (11 juli 2012). ”WORLD PRIDE 2012” (på brittisk engelska). www.qxmagazine.com. QX Magazine. Arkiverad från originalet den 24 augusti 2021. https://web.archive.org/web/20210824210445/https://www.qxmagazine.com/2012/07/world-pride-2012/. Läst 24 augusti 2021.
22. 1 2  Mikael Björnfot (8 juli 2012). ”Miljon vid nedbantat World Pride”. QX.se. QX. Arkiverad från originalet den 24 augusti 2021. https://web.archive.org/web/20210824204943/https://www.qx.se/samhalle/pride/21339/miljon-vid-nedbantat-world-pride/. Läst 24 augusti 2021.
23. 1 2  Jon Voss (18 oktober 2009). ”Stockholm förlorade WorldPride igen”. QX.se. QX. Arkiverad från originalet den 25 augusti 2021. https://web.archive.org/web/20210825214051/https://www.qx.se/samhalle/pride/12039/stockholm-forlorade-worldpride-igen/. Läst 25 augusti 2021.
24. ↑  Nicholas Keung (19 juni 2014). ”"Rise Up" the theme as WorldPride 2014 arrives” (på engelska). thestar.com. Toronto Star. Arkiverad från originalet den 18 augusti 2021. https://web.archive.org/web/20210818103946/https://www.thestar.com/news/pridetoronto/2014/06/19/rise_up_the_theme_as_worldpride_2014_arrives.html. Läst 25 augusti 2021.
25. 1 2 3  Nyhetsredaktionen (27 juni 2014). ”Trans Pride March held in downtown Toronto”. toronto.citynews.ca. CityNews. Arkiverad från originalet den 3 december 2022. https://web.archive.org/web/20221203134437/https://toronto.citynews.ca/2014/06/27/trans-pride-march-held-in-downtown-toronto/. Läst 25 augusti 2021.
26. 1 2 3  Jessica McDiarmid (28 juni 2014). ”Dyke March draws thousands in ‘Longest Walk’” (på engelska). thestar.com. Toronto Star. Arkiverad från originalet den 25 juli 2021. https://web.archive.org/web/20210725233619/https://www.thestar.com/news/pridetoronto/2014/06/28/dyke_march_draws_thousands_in_longest_walk.html. Läst 25 augusti 2021.
27. 1 2  Nyhetsredaktionen (29 juni 2014). ”'Fun, free and fabulous' WorldPride parade in Toronto” (på engelska). https://toronto.ctvnews.ca/. CTV News. Arkiverad från originalet den 3 augusti 2021. https://web.archive.org/web/20210803053321/https://toronto.ctvnews.ca/fun-free-and-fabulous-worldpride-parade-in-toronto-1.1891494. Läst 25 augusti 2021.
28. 1 2  Bruce DeMara (26 juni 2014). ”WorldPride: Human Rights Conference reminds pride revellers the struggle continues” (på engelska). thestar.com. Toronto Star. Arkiverad från originalet den 29 november 2020. https://web.archive.org/web/20201129083504/https://www.thestar.com/news/pridetoronto/2014/06/26/worldpride_human_rights_conference_reminds_pride_revellers_the_struggle_continues.html. Läst 25 augusti 2021.
29. ↑  Grossman, Brenda; Kerr, Doug (2015-01-24) (på Engelska). Post Conference Report #WPHRC14. Toronto: Worldpride Human Rights Conference June 25-27, 2014, Toronto. sid. 1-28. Arkiverad från originalet den 25 augusti 2021. https://web.archive.org/web/20210825214050/https://issuu.com/rayhelkio/docs/wphrc_final_report. Läst 25 augusti 2021
30. 1 2  ”World Pride Madrid 2017 Program (Updated April 2017) goMadridPride.com” (på europeisk spanska). goMadridPride. https://www.gomadridpride.com/worldpride-madrid-2017/. Läst 27 augusti 2021.
31. ↑  ”About WorldPride Madrid 2017 - Madrid Pride 2021”. madridorgullo.com. Arkiverad från originalet den 27 augusti 2021. https://web.archive.org/web/20210827195904/http://madridorgullo.com/en/home/about. Läst 27 augusti 2021.
32. 1 2 3 4  Anders Öhrman (3 juli 2017). ”Världens största prideparad i Madrid i helgen”. QX.se. QX. Arkiverad från originalet den 27 augusti 2021. https://web.archive.org/web/20210827195907/https://www.qx.se/samhalle/pride/145835/varldens-storsta-prideparad-i-madrid-i-helgen/. Läst 27 augusti 2021.
33. ↑  Regeringskansliet, Regeringen och (28 juni 2017). ”Kultur- och demokratiminister Alice Bah Kuhnke deltar i World Pride i Madrid”. Regeringskansliet. Arkiverad från originalet den 27 augusti 2021. https://web.archive.org/web/20210827195915/https://www.regeringen.se/pressmeddelanden/2017/06/kultur--och-demokratiminister-alice-bah-kuhnke-deltar-i-world-pride-i-madrid/. Läst 27 augusti 2021.
34. ↑  Matilda Thorén (28 juni 2017). ”Alice Bah Kuhnke prajdar loss på World Pride Madrid – ”Oerhört inspirerande””. QX.se. QX. Arkiverad från originalet den 27 augusti 2021. https://web.archive.org/web/20210827195904/https://www.qx.se/samhalle/145644/alice-bah-kuhnke-prajdar-loss-pa-world-pride-madrid-oerhort-inspirerande/. Läst 27 augusti 2021.
35. 1 2  Anders Öhrman (3 juni 2019). ”Fyra miljoner pridefirare väntas till New York veckan efter midsommar – QX guidar dig!”. QX.se. QX. Arkiverad från originalet den 28 augusti 2021. https://web.archive.org/web/20210828111412/https://www.qx.se/samhalle/pride/181394/fyra-miljoner-pridefirare-vantas-till-new-york-veckan-efter-midsommar-qx-guidar-dig/. Läst 28 augusti 2021.
36. 1 2  Karma Allen (2 juli 2019). ”About 5 million people attended WorldPride in NYC, mayor says” (på engelska). abcnews.go.com. American Broadcasting Company. Arkiverad från originalet den 3 juli 2019. https://web.archive.org/web/20190703130333/https://abcnews.go.com/US/million-people-crowed-nyc-worldpride-mayor/story?id=64090338. Läst 28 augusti 2021.
37. 1 2  Jon Voss (29 juni 2019). ”Lady Gaga drog igång Stonewallfirandet på allvar”. QX.se. QX. Arkiverad från originalet den 28 augusti 2021. https://web.archive.org/web/20210828111356/https://www.qx.se/samhalle/pride/182821/lady-gaga-drog-igang-stonewallfirandet-pa-allvar/. Läst 28 augusti 2021.
38. ↑  Wurtz, Maria (1 juli 2019). ”NYC Pride 2019: Musicians at World Pride, Parade” (på amerikansk engelska). Rolling Stone. Rolling Stone. Arkiverad från originalet den 28 augusti 2021. https://web.archive.org/web/20210828111406/https://www.rollingstone.com/music/music-pictures/nyc-world-pride-2019-gaga-madonna-photos-854046/. Läst 28 augusti 2021.
39. ↑  Alfred Jansson (3 juli 2019). ”Svenska dragshowen drog fullt hus på Broadway under World Pride!”. QX.se. QX. Arkiverad från originalet den 28 augusti 2021. https://web.archive.org/web/20210828111358/https://www.qx.se/noje/183311/svenska-dragshowen-drog-fullt-hus-pa-boradway-under-world-pride/. Läst 28 augusti 2021.
40. ↑  Wurtz, Maria (1 juli 2019). ”NYC Pride 2019: Musicians at World Pride, Parade” (på amerikansk engelska). Rolling Stone. Roling Stone. Arkiverad från originalet den 28 augusti 2021. https://web.archive.org/web/20210828111406/https://www.rollingstone.com/music/music-pictures/nyc-world-pride-2019-gaga-madonna-photos-854046/. Läst 28 augusti 2021.
41. 1 2  Nyhetsredaktionen (3 juli 2019). ”5 million people attended WorldPride events in New York City, mayor says” (på engelska). ABC 7 New York. American Broadcasting Company. Arkiverad från originalet den 28 augusti 2021. https://web.archive.org/web/20210828111409/https://abc7ny.com/5375712/. Läst 28 augusti 2021.
42. ↑  Jonas Norén (1 juli 2019). ”WorldPride-parad i 12 timmar. Se QX 300+ bilder från festen”. QX.se. QX. Arkiverad från originalet den 28 augusti 2021. https://web.archive.org/web/20210828111408/https://www.qx.se/samhalle/pride/182869/worldpride-parad-i-12-timmar-se-qx-300-bilder-fran-festen/. Läst 28 augusti 2021.
43. ↑  TT (12 augusti 2021). ”Nu har World Pride i Malmö invigits”. Sveriges Television. Arkiverad från originalet den 31 augusti 2021. https://web.archive.org/web/20210831195518/https://www.svt.se/nyheter/lokalt/skane/i-dag-invigs-world-pride-i-malmo. Läst 31 augusti 2021.
44. 1 2 3  Rebecca Bornlid (6 augusti 2021). ”Allt du vill veta inför festen: World Pride Malmö 2021”. www.expressen.se. Klas Granström, Expressen. Arkiverad från originalet den 31 augusti 2021. https://web.archive.org/web/20210831195520/https://www.expressen.se/kvallsposten/allt-du-vill-veta-infor-festen-world-pride-malmo-2021/. Läst 31 augusti 2021.
45. 1 2 3 4 5  Alexander Kardelo (12 augusti 2021). ”World Pride är igång! Det här händer i Köpenhamn & Malmö”. QX.se. QX. Arkiverad från originalet den 31 augusti 2021. https://web.archive.org/web/20210831195522/https://www.qx.se/samhalle/214705/world-pride-ar-igang-det-har-hander-i-kopenhamn-malmo/. Läst 31 augusti 2021.
46. ↑  ”Happy Copenhagen” (på amerikansk engelska). https://copenhagen2021.com/. Happy Copenhagen. 2021. Arkiverad från originalet den 31 augusti 2021. https://web.archive.org/web/20210831222002/https://copenhagen2021.com/about/happy-copenhagen/. Läst 31 augusti 2021.
47. ↑  David Carlsson (11 augusti 2021). ””Pride är härligt – med färgerna och glädjen””. www.expressen.se. Klas Granström, Expressen. Arkiverad från originalet den 31 augusti 2021. https://web.archive.org/web/20210831195518/https://www.expressen.se/kvallsposten/pride-ar-harligt-med-fargerna-och-gladjen/. Läst 31 augusti 2021.
48. ↑  ”WorldPride 2021”. malmo.se. Malmö stad. Arkiverad från originalet den 31 augusti 2021. https://web.archive.org/web/20210831195521/https://malmo.se/Copenhagen-2021.html. Läst 31 augusti 2021.
49. 1 2 3  Ronny Larsson (17 juli 2021). ”Men snälla Aqua – och Copenhagen 2021 World Pride…”. QX.se. QX. Arkiverad från originalet den 31 augusti 2021. https://web.archive.org/web/20210831195518/https://www.qx.se/noje/213324/men-snalla-aqua-och-copenhagen-2021-world-pride/. Läst 31 augusti 2021.
50. ↑  Emil Persson (9 oktober 2019). ”Köpenhamns kommun ökar stödet till WorldPride med 17,3 miljoner”. News Øresund. Johan Wessman, Øresundsinstituttet. Arkiverad från originalet den 31 augusti 2021. https://web.archive.org/web/20210831222002/https://www.newsoresund.se/kopenhamns-kommun-okar-stodet-till-worldpride-med-173-miljoner/. Läst 31 augusti 2021.
51. ↑  Matilda Thorén (15 augusti 2018). ”Malmö stad har klubbat 30 miljoner till World Pride 2021”. QX.se. QX. Arkiverad från originalet den 31 augusti 2021. https://web.archive.org/web/20210831195524/https://www.qx.se/samhalle/168789/malmo-stad-har-klubbat-30-miljoner-till-world-pride-2021/. Läst 31 augusti 2021.
52. ↑  Jon Voss (29 september 2018). ”Nya avhopp från Malmö Prides styrelse”. QX.se. QX. Arkiverad från originalet den 31 augusti 2021. https://web.archive.org/web/20210831195521/https://www.qx.se/samhalle/pride/171029/nya-avhopp-fran-malmo-prides-styrelse/. Läst 31 augusti 2021.
53. ↑  Alfred Jansson (29 oktober 2018). ”Extrainsatt årsmöte – kan det rädda Malmö Pride?”. QX.se. QX. Arkiverad från originalet den 31 augusti 2021. https://web.archive.org/web/20210831195522/https://www.qx.se/samhalle/pride/171806/extrainsatt-arsmote-kan-det-radda-malmo-pride/. Läst 31 augusti 2021.
54. ↑  Matilda Thorén (28 mars 2018). ”Malmös World Pride-budget är i gungning efter Pride-bråk”. QX.se. QX. Arkiverad från originalet den 31 augusti 2021. https://web.archive.org/web/20210831195520/https://www.qx.se/samhalle/160667/malmos-world-pride-budget-ar-i-gungning-efter-pride-brak/. Läst 31 augusti 2021.
55. ↑  Jon Voss (3 september 2020). ”Klubbat och klart för World Pride i Malmö 2021”. QX.se. QX. Arkiverad från originalet den 31 augusti 2021. https://web.archive.org/web/20210831195526/https://www.qx.se/samhalle/200702/klubbat-och-klart-for-world-pride-i-malmo-2021/. Läst 31 augusti 2021.
56. 1 2  Matilda Thorén (30 oktober 2019). ”Kronprinsessan är beskyddare av World Pride 2021”. QX.se. QX. Arkiverad från originalet den 31 augusti 2021. https://web.archive.org/web/20210831195525/https://www.qx.se/samhalle/189599/kronprinsessan-ar-beskyddare-av-world-pride-2021/. Läst 31 augusti 2021.
57. ↑  Polisen i region Syd (13 augusti 2021). ”Polisen deltog vid invigningen av World Pride”. polisen.se. Polismyndigheten. Arkiverad från originalet den 9 augusti 2022. https://web.archive.org/web/20220809183135/https://polisen.se/aktuellt/nyheter/2021/augusti/polisen-deltog-vid-invigningen-av-world-pride/. Läst 31 augusti 2021.
58. ↑  Louise Lennartsson (12 augusti 2021). ””Inte stått här om det inte vore för mitt community””. expressen.se. Kvällsposten. Arkiverad från originalet den 31 augusti 2021. https://web.archive.org/web/20210831222000/https://www.expressen.se/kvallsposten/world-pride-malmo-ar-i--gang-live-fran-paraden/. Läst 31 augusti 2021.
59. ↑  Jon Voss (12 augusti 2021). ”WorldPride 2021 öppnat med Parad, Protest och Loreen”. QX.se. QX. Arkiverad från originalet den 31 augusti 2021. https://web.archive.org/web/20210831222001/https://www.qx.se/samhalle/214866/worldpride-2021-oppnat-med-parad-protest-och-loreen/. Läst 31 augusti 2021.
60. ↑  Frida Färlin (17 augusti 2021). ”Märta Stenevi deltar i World Pride”. regeringen.se. Arbetsmarknadsdepartementet, Regeringskansliet. Arkiverad från originalet den 31 augusti 2021. https://web.archive.org/web/20210831222002/https://www.regeringen.se/pressmeddelanden/2021/08/marta-stenevi-deltar-i-world-pride/. Läst 31 augusti 2021.
61. 1 2 3  TT (13 augusti 2021). ”World Pride invigdes i Malmö”. www.aftonbladet.se. Aftonbladet. Arkiverad från originalet den 9 augusti 2022. https://web.archive.org/web/20220809183053/https://www.aftonbladet.se/nyheter/a/nWL0wJ/world-pride-invigdes-i-malmo. Läst 31 augusti 2021.
62. 1 2 3  Alexander Kardelo (17 augusti 2021). ”Kungligt besök på WorldPride i Köpenhamn”. QX.se. QX. Arkiverad från originalet den 31 augusti 2021. https://web.archive.org/web/20210831222003/https://www.qx.se/samhalle/pride/215165/kungligt-besok-pa-worldpride-i-kopenhamn/. Läst 31 augusti 2021.
63. ↑  Zoë Smith (2021). ”Mänskliga rättigheter”. malmo.se. Malmö stad. Arkiverad från originalet den 31 augusti 2021. https://web.archive.org/web/20210831222001/https://malmo.se/Copenhagen-2021/Manskliga-rattigheter.html. Läst 31 augusti 2021.
64. ↑  ”WorldPride and EuroGames in Copenhagen and Malmö, 12–22 August 2021” (på brittisk engelska). coe.int. Europarådet. 17 augusti 2021. Arkiverad från originalet den 31 augusti 2021. https://web.archive.org/web/20210831222002/https://www.coe.int/en/web/sogi/newsroom/-/asset_publisher/7fKFZd7F4Hud/content/worldpride-and-eurogames-in-copenhagen-and-malmo-12-22-august-2021. Läst 31 augusti 2021.
65. ↑  Redaktionen (19 augusti 2021). ”Seminarium om HBTQ-flyktingar på WorldPride på fredag”. QX.se. QX. Arkiverad från originalet den 31 augusti 2021. https://web.archive.org/web/20210831221959/https://www.qx.se/samhalle/215279/seminarium-om-hbtq-flyktingar-pa-worldpride-pa-fredag/. Läst 31 augusti 2021.
66. ↑  Taylor Hirschberg (20 augusti 2021). ”Denmark, Sweden host largest post-pandemic LGBTQ rights conference” (på amerikansk engelska). washingtonblade.com. Washington Blade. Arkiverad från originalet den 31 augusti 2021. https://web.archive.org/web/20210831222010/https://www.washingtonblade.com/2021/08/20/denmark-sweden-host-largest-post-pandemic-lgbtq-rights-conference/. Läst 31 augusti 2021.
67. 1 2  Tove Hansson (11 augusti 2021). ”World Pride invigs med fysisk parad – tusentals ska samlas på Malmö stadion”. DN.SE. Dagens Nyheter. Arkiverad från originalet den 31 augusti 2021. https://web.archive.org/web/20210831201020/https://www.dn.se/sverige/world-pride-invigs-med-fysisk-parad-tusentals-ska-samlas-pa-malmo-stadion/. Läst 31 augusti 2021.
68. 1 2  Anders Öhrman (11 augusti 2021). ”Så ska WorldPride och EuroGames i Malmö genomföras på ett smittsäkert sätt”. QX.se. QX. Arkiverad från originalet den 31 augusti 2021. https://web.archive.org/web/20210831195523/https://www.qx.se/samhalle/pride/214648/sa-ska-worldpride-och-eurogames-i-malmo-genomforas-pa-ett-smittsakert-satt/. Läst 31 augusti 2021.
69. ↑  Afzelius, Assar; Höije, Katarina (11 augusti 2021). ”På torsdag inleds World Pride i Malmö: "En festival för alla"”. sverigesradio.se. Sveriges radio. Arkiverad från originalet den 31 augusti 2021. https://web.archive.org/web/20210831195519/https://sverigesradio.se/artikel/pa-torsdag-inleds-world-pride-i-malmo-en-festival-for-alla. Läst 31 augusti 2021.
70. ↑  Jon Voss (17 augusti 2021). ”Gatufesterna ställs in under World Pride”. QX.se. QX. Arkiverad från originalet den 31 augusti 2021. https://web.archive.org/web/20210831195520/https://www.qx.se/noje/215145/gatufesterna-stalls-in-under-world-pride/. Läst 31 augusti 2021.
71. 1 2  Richard Bakker (20 oktober 2019). ”Sydney Mardi Gras wins bid to host WorldPride 2023” (på amerikansk engelska). qnews.com.au. QNews. Arkiverad från originalet den 31 augusti 2021. https://web.archive.org/web/20210831222001/https://qnews.com.au/sydney-has-won-bid-to-host-worldpride-2023/. Läst 31 augusti 2021.
72. 1 2  Che-Marie Trigg (24 augusti 2021). ”WorldPride – The World’s Largest Pride Celebration – Is Coming to Sydney (And the Dates Have Been Announced)” (på engelska). broadsheet.com.au. Broadsheet. Arkiverad från originalet den 9 augusti 2022. https://web.archive.org/web/20220809183048/https://www.broadsheet.com.au/sydney/city-file/article/worldpride-largest-pride-celebration-world-coming-sydney-2023-dates-announced. Läst 31 augusti 2021.
73. ↑  Rohan, Lillie (2 december 2022). ”Sydney World Pride 2023: Everything you need to know”. The New Zealand Herald. Arkiverad från originalet den 2 december 2022. https://web.archive.org/web/20221202014826/https://www.nzherald.co.nz/entertainment/sydney-world-pride-2023-everything-you-need-to-know/VLBQND5ZKFFQTF5T3M2GVHO4YE/. Läst 3 december 2022.
74. 1 2  Redaktionen (23 augusti 2021). ”Sydney World Pride 2023 Announce Festival Details And Theme” (på engelska). hit.com.au. Hit Network. Arkiverad från originalet den 31 augusti 2021. https://web.archive.org/web/20210831222000/https://www.hit.com.au/story/sydney-world-pride-2023-announce-festival-details-and-theme-180513. Läst 31 augusti 2021.
75. ↑  ”General Meeting & World Conference - InterPride” (på engelska). www.interpride.org. Arkiverad från originalet den 10 mars 2022. https://web.archive.org/web/20220310033316/https://www.interpride.org/our-work/conference-meetings.html. Läst 30 mars 2022.
76. ↑  Tracy, Matt (17 november 2021). ”Taiwan to Host WorldPride in 2025” (på amerikansk engelska). gaycitynews.com. Gay City News (GCN). https://gaycitynews.com/taiwan-to-host-worldpride-in-2025/. Läst 30 mars 2022.
77. 1 2  Charlier, Phillip (15 november 2021). ”Gay pride event welcomed in Taiwan: but please don’t pander to China” (på amerikansk engelska). taiwanenglishnews.com. Taiwan English News. Arkiverad från originalet den 15 november 2021. https://web.archive.org/web/20211115221546/https://taiwanenglishnews.com/gay-pride-event-welcomed-in-taiwan-but-please-dont-pander-to-china/. Läst 30 mars 2022.
78. ↑  Chi Hui Lin (2 mars 2022). ”China denounces visit by US delegation to Taiwan as tensions simmer” (på engelska). www.theguardian.com. The Guardian. Arkiverad från originalet den 30 mars 2022. https://web.archive.org/web/20220330053609/https://www.theguardian.com/world/2022/mar/02/china-denounces-visit-by-us-delegation-to-taiwan-as-tensions-simmer. Läst 30 mars 2022.
79. ↑  William Yen (14 november 2021). ”Taiwan selected to host WorldPride 2025 - Focus Taiwan” (på amerikansk engelska). focustaiwan.tw. Focus Taiwan. Arkiverad från originalet den 23 november 2021. https://web.archive.org/web/20211123023530/https://focustaiwan.tw/society/202111140009. Läst 30 mars 2022.
80. ↑  ”Global LGBTQ event cancelled after demand to remove Taiwan’s name”. Aljazeera. 12 augusti 2022. https://www.aljazeera.com/news/2022/8/12/taiwan-blames-politics-for-cancellation-of-global-pride-event. Läst 23 februari 2023.
81. ↑  Reuters (13 augusti 2022). ”Taiwan blames politics for cancellation of global Pride event” (på engelska). Reuters. https://www.reuters.com/world/asia-pacific/taiwan-blames-politics-cancellation-global-pride-event-2022-08-12/. Läst 23 februari 2023.
82. ↑  Barnes • •, Sophia. ”DC to Host WorldPride 2025, ‘Pride of Our Lifetime'” (på amerikansk engelska). NBC4 Washington. https://www.nbcwashington.com/entertainment/the-scene/dc-to-host-worldpride-2025-pride-of-our-lifetime/3199761/. Läst 23 februari 2023.
83. ↑  ”DC Will Host WorldPride in 2025 - Washingtonian” (på amerikansk engelska). 4 november 2022. https://www.washingtonian.com/2022/11/04/dc-will-host-worldpride-in-2025/. Läst 23 februari 2023.